# Decebal (okręg Satu Mare)
Decebal – wieś w Rumunii, w okręgu Satu Mare, w gminie Vetiș. W 2011 roku liczyła 1049 mieszkańców.